# Isbaade paa Roskilde Fjord
|  | Denne artikel er oprettet af botten Steenthbot ud fra en ekstern database. Den kan derfor have sproglige fejl eller mangler. Denne skabelon kan fjernes efter kontrol af indholdet. |

Isbaade paa Roskilde Fjord er en dansk dokumentarisk optagelse fra 1942.

## Handling
Sejlads med isbåde på Roskilde Fjord i vinteren 1941-42, hvor de indre danske farvande frøs fuldstændig til. Kong Christian X er passager i en af bådene.

## Medvirkende
- Kong Christian X